# Romuald Gustaw
Romuald Gustaw właśc. Michał Gustaw (ur. 5 stycznia 1911 w Zbarażu, zm. 14 stycznia 1976) – historyk, bernardyn, bibliograf, bibliotekarz, dyrektor Biblioteki Uniwersyteckiej KUL w latach 1950-1976.

## Życiorys
W 1926 roku wstąpił do zakonu bernardynów w Leżajsku (święcenia kapłańskie w 1936). W latach 1927–1936 był bibliotekarzem klasztoru bernardynów we Lwowie. W 1936-1950 po przeniesieniu się do Krakowa został generalnym bibliotekarzem i archiwistą prowincji bernardyńskiej. Doktorat w 1947 na KUL - Klasztor i kościół św. Józefa SS. Bernardynek w Krakowie 1646-1946 pod kierunkiem Mieczysława Żywczyńskiego. Habilitacja w 1964 na KUL. 1 sierpnia 1950 roku został dyrektorem Biblioteki Uniwersyteckiej Katolickiego Uniwersytetu Lubelskiego. Na tym stanowisku pracował przez 25 lat. Był współzałożycielem Ośrodka Archiwów, Bibliotek i Muzeów Kościelnych. w latach 1961-1973 współredaktor pisma Archiwa, Biblioteki i Muzea Kościelne.

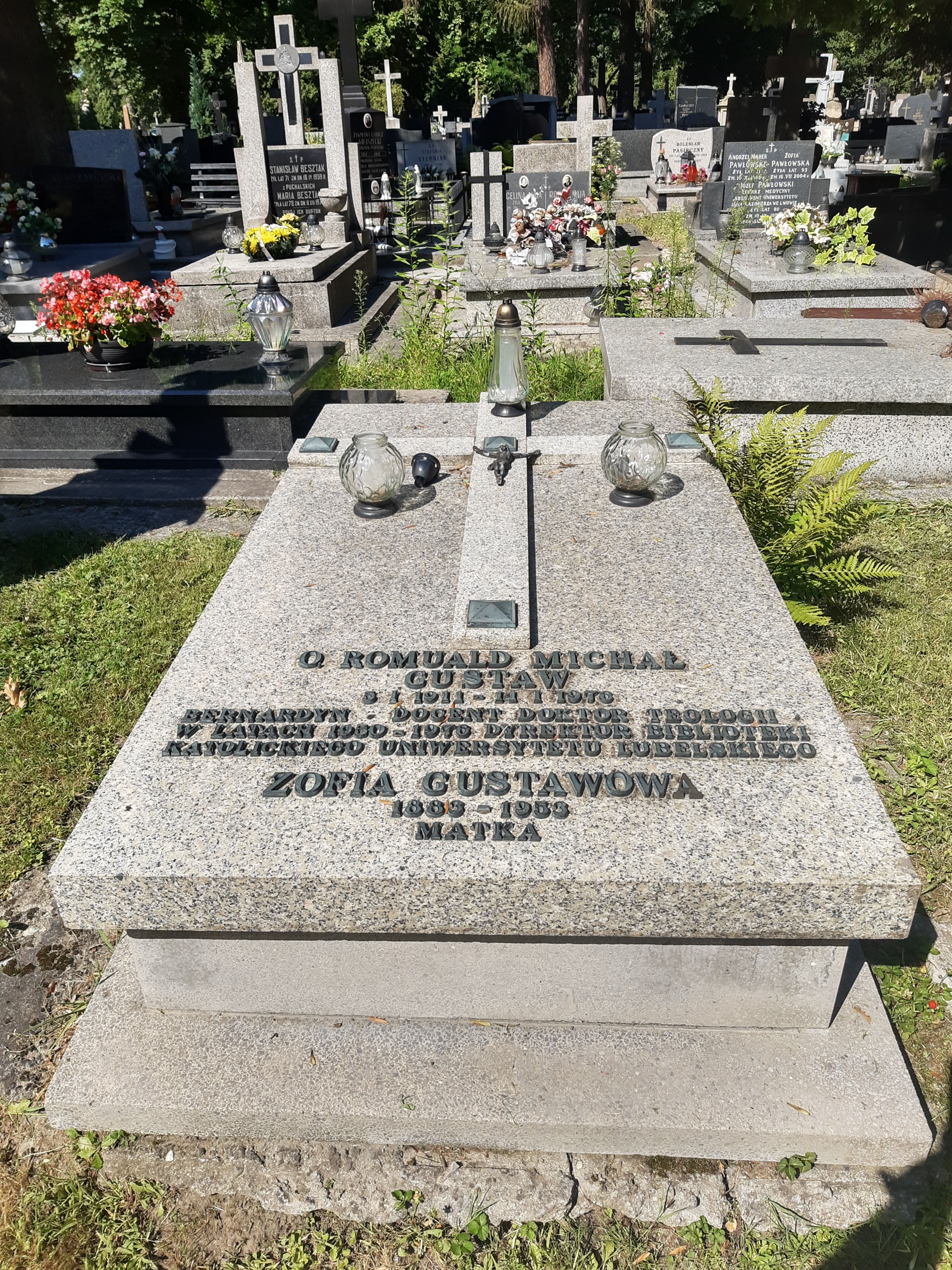
Grób o. Romualda Gustawa na cmentarzu przy Lipowej

## Wybrane publikacje
- Klasztor i kościół św. Józefa ss. Bernardynek w Krakowie 1646-1946, Kraków: Księgarnia S. Kamińskiego - Towarzystwo Miłośników Historii i Zabytków Krakowa 1947.
- Pojęcie i charakter historii Kościoła, Poznań 1964.
- Rozwój pojęcia historii kościoła od I do XVIII wieku, Poznań:  Księgarnia Św. Wojciecha 1965.
- Hagiografia polska. Słownik biobibliograficzny, t. 1-2, dzieło zbiorowe pod red. Romualda Gustawa, Poznań: Księgarnia św. Wojciecha 1971-1972.